# Бонино, Эмма
Эмма Бонино (итал. Emma Bonino; род. 9 марта 1948 года, Бра, Кунео, Пьемонт, Италия) — итальянский государственный и политический деятель. Министр иностранных дел Италии с 28 апреля 2013 года по 21 февраля 2014 года.

## Биография
Окончила факультет современных языков и литературы в Университете Боккони в Милане в 1972 году. В 1975 году основала Информационный центр по вопросам стерилизации и абортов (Centro informazione sulla sterilizzazione e l’aborto), в 1976 году избрана в Палату депутатов Италии по списку Радикальной партии и возглавила партийную фракцию, а также вошла в руководство партии. В 1979 году была избрана в Европейский парламент и впоследствии несколько раз переизбиралась, оставаясь евродепутатом до 2006 года. После преобразования Радикальной партии в Транснациональную радикальную партию стала в 1989 году её председателем и сохраняла за собой этот пост до 1993 года.
Долгие годы Бонино сотрудничала с видным деятелем Радикальной партии Марко Паннелла, вместе с которым с 1970-х годов участвовала в избирательных кампаниях. В 1994 году список Паннеллы получил на выборах в Европейский парламент в Италии 2,1 % голосов, обеспечив 2 депутатских места. В 1996 году список под новым названием Паннелла—Згарби получил на парламентских выборах в Италии только 1,9 %, а на новые европейские выборы 1999 года он пошёл уже как список Бонино, набрав в Италии 8,5 % голосов, что обеспечило ему 7 мест в Европарламенте.
С 1995 по 1999 год являлась еврокомиссаром по вопросам рыболовства, гуманитарной помощи и защиты потребителей (с 1997 года в её компетенцию дополнительно вошли проблемы защиты здоровья потребителей и продовольственной безопасности). В 1997 году в составе делегации Евросоюза посетила столицу Афганистана Кабул, который в тот период находился под контролем движения Талибан, и посетила больницу для ознакомления с положением женщин. 30 сентября 1997 года Бонино и 18 других членов делегации, включая корреспондентку CNN Кристиан Аманпур, на три часа были задержаны патрулём талибов, но затем с извинениями освобождены.
В 2001 году Бонино и Паннелла стали одними из ведущих членов новой либертарианской партии Итальянские радикалы, в 2005 году эта структура влилась в новое образование — Роза в кулаке, которая в 2006 году вошла в коалицию «Союз», а в 2007 году прекратила существование, после чего Паннелла и Бонино возродили свою прежнюю партию «Итальянские радикалы».
Работала во втором правительстве Проди министром по европейским делам и международной торговле с 2006 по 2008 год.
В 2008 году избрана в Сенат Италии, где, оставаясь радикалом, вошла во фракцию Демократической партии. Стала одним из организаторов неправительственных организаций: «Нет мира без справедливости» (Non c’è Pace Senza Giustizia), которая проводит международную кампанию против женского обрезания, и «Руки прочь от Каина» (Nessuno Tocchi Caino), выступающей против смертной казни и пыток. Является членом совета попечителей Европейского совета по международным отношениям. С 2008 по 2013 год являлась вице-президентом Сената.
В 2013—2014 годах занимала в правительстве Летта кресло министра иностранных дел Италии. В новой должности сохранила приверженность прежним убеждениям, уделяя особое внимание утверждению принципов прав человека и международного правосудия. Политику евроатлантизма также толковала шире, чем только способ обеспечения безопасности, и считала её средством распространения в мире демократических ценностей Запада. Тем не менее, бюджет МИДа в этот год составил около 0,2 % государственных расходов, из-за недостатка средств закрывались консульства и сокращался аппарат посольств в западных странах. За счёт сэкономленных таким образом средств открывались новые здания итальянских посольств в Туркменистане, Вьетнаме и нескольких других государствах. Если вложения Великобритании в Сирии составили около 150 млн долларов США, то инвестиции Италии — 38 млн, что снизило её политическое значение в этом регионе. Финансовые проблемы ведомства сказалась и на экономической конкурентоспособности. В частности, в Пекине итальянское торговое представительство насчитывало в своём персонале четыре человека, а французское — около сорока. Одним из важных направлений деятельности министра Бонино оставался Ближний Восток, где она активно содействовала сближению Европейского союза с Ираном после прихода к власти президента Рухани.
В 2013 году наблюдатели отметили ухудшение политических отношений Бонино и Паннеллы, когда последний не поддержал кандидатуру своей давней соратницы на президентских выборах, а 28 июля 2015 года произошёл открытый разрыв, когда Паннелла подверг коллегу резкой критике в эфире Radio Radicale, обвинив её в большом количестве бессмысленных зарубежных поездок при отсутствии реального политического плана действий. Он также утверждал позднее, что Бонино, «обзвонив пол-Италии», добилась задержки публикации некой книги Маттео Аньоли, Анджоло Бандинелли и Карло Рипа ди Меана, а также обвинил Бонино в том, что она, в отличие от самого Паннеллы, готова занять любой предложенный ей пост.
23 ноября 2017 года Бонино представила в Риме проевропейский предвыборный список «Больше Европы» (+Europa), в который вошли представители итальянских радикалов и партия Бенедетто Делла Ведова «Вперёд, Европа» (Forza Europa).
4 марта 2018 года Бонино победила в первом избирательном округе Рима на выборах в Сенат с результатом 38,9 %. Список «Больше Европы» присоединился к левоцентристской коалиции, основу которой составила Демократическая партия, заручился поддержкой около 2,5 % избирателей и не получил ни одного места в парламенте.
В 2022 был внесён кандидатом в списки голосования за президента Итальянской республики.

## Личная жизнь
12 января 2015 года в программе Radio Radicale объявила, что больна раком лёгких и должна пройти курс химиотерапии, но не намерена оставлять политику.